# Nazionale maschile di rugby a 7 dell'Uruguay
La nazionale di rugby a 7 dell'Uruguay è la selezione che rappresenta l'Uruguay a livello internazionale nel rugby a 7.
L'Uruguay partecipa stabilmente a tutti i tornei delle World Rugby Sevens Challenger Series e vanta complessivamente quattro Coppe del Mondo disputate, ottenendo come miglior risultato il raggiungimento delle semifinali del Bowl in due occasioni (2009 e 2013). Partecipa inoltre ai Giochi panamericani e a quelli sudamericani.

## Palmarès
- Giochi sudamericani

Santiago del Cile 2014: medaglia d'argento
Cochabamba 2018: medaglia d'argento
- Seven Sudamericano: 1

2012

## Partecipazioni ai principali tornei internazionali
- 2024: 11º posto

- 1993: n.p.
- 1997: n.p.
- 2001: n.p.
- 2005: quarti di finale Bowl
- 2009: semifinali Bowl
- 2013: semifinali Bowl
- 2018: 20º posto

- 2011: 4º posto
- 2015: 4º posto
- 2019: 7º posto

- 2014:  2º posto
- 2018:  2º posto